# Escatawpa
Escatawpa és una concentració de població designada pel cens dels Estats Units a l'estat de Mississipi. Segons el cens del 2000 tenia 3.566 habitants.

## Demografia
Segons el cens del 2000, Escatawpa tenia 3.566 habitants, 1.310 habitatges, i 1.002 famílies. La densitat de població era de 213,5 habitants per km².
Dels 1.310 habitatges en un 35% hi vivien nens de menys de 18 anys, en un 57,2% hi vivien parelles casades, en un 14,1% dones solteres, i en un 23,5% no eren unitats familiars. En el 20,3% dels habitatges hi vivien persones soles el 4,7% de les quals corresponia a persones de 65 anys o més que vivien soles. El nombre mitjà de persones vivint en cada habitatge era de 2,67 i el nombre mitjà de persones que vivien en cada família era de 3,06.
Per edats la població es repartia de la següent manera: un 25,5% tenia menys de 18 anys, un 9,1% entre 18 i 24, un 29,5% entre 25 i 44, un 26,8% de 45 a 60 i un 9% 65 anys o més.
L'edat mediana era de 36 anys. Per cada 100 dones de 18 o més anys hi havia 97,8 homes.
La renda mediana per habitatge era de 41.101 $ i la renda mediana per família de 48.942 $. Els homes tenien una renda mediana de 35.050 $ mentre que les dones 20.762 $. La renda per capita de la població era de 16.850 $. Entorn del 5,5% de les famílies i el 8,7% de la població estaven per davall del llindar de pobresa.

## Poblacions properes
El següent diagrama mostra les poblacions més properes.